# Unreal World
Unreal World is de vierentwintigste aflevering van het vijfde seizoen van het tienerdrama Beverly Hills, 90210, die voor het eerst werd uitgezonden op 15 maart 1995.

## Verhaal
Valerie krijgt een mededeling van de manager van het hotel, de rekening is hard opgelopen en ze willen graag zien dat dit betaald wordt. Ze kan dit betalen maar nu is haar saldo minimaal, dus ze besluit weer terug te keren naar het huis van fam. Walsh.
David en Clare willen voor een videoproject een groep bewoners 24 uur filmen en daar een realitysoap van maken. Maar de hoofdpersoon Tuck zegt dit af zodat David en Clare een probleem hebben, ze opperen het idee om zelf iets te maken met hulp van Donna, Steve, Brandon en Kelly. Ze krijgen ieder een rol toegedeeld en gaan beginnen. Er komt een probleem voor de dag, het is moeilijk voor iedereen om feit en fictie gescheiden te houden. Ze vallen geregeld uit hun rol, bv. als Steve een telefoontje krijgt en hoort dat zijn ex Celeste gaat trouwen. Hij heeft nu moeite om zijn personage te blijven spelen. Later op de avond zitten Donna en David in haar slaapkamer en praten over wat Donna heeft doorstaan, en dan beginnen ze te kussen terwijl Clare dit ziet op de monitor op de gang. Als antwoord hierop danst ze later sensueel met Steve. Kelly, die te veel watermeloenen op heeft waar wodka ingespoten was, vraagt zich ineens af waarom mannen altijd vreemdgaan. Als voorbeeld noemt ze Mel, die haar moeder bedroog en Brandon met Emily. Dan gaat het gesprek daarover verder, Clare wil weten of David nog steeds verliefd is op Donna. David zegt dat hij dat nog is en daarop vraagt David aan Clare of ze nog steeds verliefd op Brandon is. Clare beaamt dat. Als David en Clare later de videofilm willen bewerken zien ze alle beelden weer terug wat ze tot ruzie brengt, hierop besluiten ze een einde te maken aan hun relatie.
Andrea wil met Jesse praten over hun huwelijk, als ze haar relatie met Peter op wil biechten zegt Jesse eerst ineens dat hij een affaire heeft gehad met een collega van zijn werk.

## Rolverdeling
- Jason Priestley - Brandon Walsh
- Jennie Garth - Kelly Taylor
- Ian Ziering - Steve Sanders
- Gabrielle Carteris - Andrea Zuckerman
- Luke Perry - Dylan McKay
- Brian Austin Green - David Silver
- Tori Spelling - Donna Martin
- Tiffani Thiessen - Valerie Malone
- Carol Potter - Cindy Walsh
- James Eckhouse - Jim Walsh
- Mark D. Espinoza - Jesse Vasquez
- Kathleen Robertson - Clare Arnold
- Joe E. Tata - Nat Bussichio
- Katherine Cannon - Felice Martin
- Jeffrey King - Charley Rawlins
- Joey Slotnick - Tuck